# مات أندرسون (لاعب كرة قاعدة)
مات أندرسون (بالإنجليزية: Matt Anderson)‏ هو لاعب كرة قاعدة أمريكي، ولد في 17 أغسطس 1976 في لويفيل في الولايات المتحدة.

## وصلات خارجية
- مات أندرسون على موقعبيزبول رفرنس.كوم (الدوري الرئيسي) (الإنجليزية)
- مات أندرسون على موقعبيزبول رفرنس.كوم (الدوري الثانوي) (الإنجليزية)
- مات أندرسون على موقع مشجعي الرسوم البيانية (الإنجليزية)